# Manfrigole
Le manfrigole o manfrigoli di Grosio sono delle crespelle cilindriche, con all'interno un cuore di formaggio filante. Condite con abbondate burro fuso e Pesteda.
Piatto tipico della tradizione valtellinese, più in particolare dell'alta Valtellina (provincia di Sondrio).
Sono una sorta di crespelle fatte con farina bianca e farina di grano saraceno, a cui si aggiungono poi per farne un unico impasto altri ingredienti tipici della zona quali piccole scaglie di bresaola e di formaggio Casera. Per rendere il tutto più consistente si può aggiungere anche del pane, meglio se di segale, grattugiato o bagnato nel latte.

## Origine del nome
Il nome di questo piatto tipico, servito in genere come portata principale o piatto unico, deriva dal dialetto valtellinese, "Mänfrìguli"  deriva da män, lat. m a n u s "mano" e frigà(r), lat.  f r i c a r e, perché "sfregati tra le mani" nella preparazione.

## Ricetta
Esistono molte varianti della stessa, a seconda del formaggio utilizzato o per l'aggiunta della bresaola.
La più classica consiste nel creare un impasto di farina di grano saraceno e ricavare delle crespelle. In seguito farcite con una densa besciamella al formaggio casera. Una volta arrotolate vengono tagliate, ricavando dei cilindri di 4cm. Infine fatte gratinare in forno e guarnite con una generosa quantità di burro fuso, pratica conosciuta come "Sferzeda".